# Onafhankelijk Kiesbureau
Het Onafhankelijk Kiesbureau (OKB) is het Surinaams toezichthoudend orgaan op verkiezingen in Suriname. Het toezicht betreft zowel algemene als geheime verkiezingen. Het OKB werd in 1977 opgericht.
Politieke partijen dienen zich eerst bij het OKB te registreren en vervolgens bij het Centraal Hoofdstembureau (CHS) waar de kandidaatstelling plaatsvindt. Om aan de verkiezingen deel te kunnen nemen hebben partijen de goedkeuring van zowel het OKB als het CHS nodig.
Tijdens en direct na de verkiezingen houdt het OKB toezicht en onderzoekt het problemen. Na ontvangst van het proces-verbaal van het CHS controleert het OKB de resultaten. Indien nodig maakt het OKB de uiteindelijke uitslag bekend.
Jennifer van Dijk-Silos was van circa 2003 tot 2015 en sinds 2018 het hoofd van het OKB. In 2020 werd zij opgevolgd door Samseerali Sheikh-Alibaks.
Tijdens de Amerikaanse presidentsverkiezingen van 2024 gingen Samseerali Sheikh-Alibaks en Paul Lank, respectievelijk voorzitter en lid van het OKB, naar de Verenigde Staten om het stemproces te volgen en te overleggen met leden van de Amerikaanse stembureaus.